# Helmut Hirsch (Physiker)
Helmut Hirsch (* 1949 in Wien) ist ein österreichischer Physiker.

## Leben und Wirken
Hirsch absolvierte eine Ausbildung zum Strahlenschutztechniker im Forschungszentrum Seibersdorf und ein Studium der Physik an der Universität Wien. Nach seiner Promotion arbeitete er von 1976 bis 1978 im österreichischen Industrieministerium, u. a. als wissenschaftlicher Koordinator der „Informationskampagne Kernenergie“ der österreichischen Bundesregierung. 1978 ging er nach Hannover und war zunächst für ein Jahr als Koordinator des Gorleben-Hearings der niedersächsischen Landesregierung tätig.
Danach war er Mitbegründer und wissenschaftlicher Mitarbeiter der Gruppe Ökologie – Institut für ökologische Forschung und Bildung Hannover e.V. (später intac GmbH). Mitte der 1990er Jahre arbeitete er für zwei Jahre als Atomexperte im deutschen Greenpeace-Büro. Danach war er freiberuflich als wissenschaftlicher Konsulent für nukleare Sicherheit tätig. Ab Anfang 2012 führte er sein eigenes Büro unter dem Namen cervus nuclear consulting und reduzierte seine hauptberufliche Tätigkeit altersbedingt ab 2017.
Seit Ende der 1990er Jahre war Hirsch hauptsächlich für die österreichische Bundesregierung tätig. U.a. vertrat er Österreich in verschiedenen europäischen Facharbeitsgruppen sowie bei bilateralen Nuklearexpertengesprächen und Fachkonsultationen. Nach dem Unfall von Fukushima im Jahr 2011 nahm er als Experte bei den EU-Stresstests für Kernkraftwerke teil, sowie auch bei verschiedenen follow-up Aktivitäten wie z. B. den Workshops zur Review der nationalen post-Fukushima Aktionspläne 2013 und 2015 sowie der Überarbeitung der EU-Richtlinie für nukleare Sicherheit.
Von 2012 bis 2014 leitete Hirsch eine europäische technische Expertengruppe zum Thema „Accident Management“, von 2014 bis 2019 eine ebensolche Gruppe zum Thema „Practical Elimination“. Bei der ersten Gruppe ging es um Harmonisierung und Weiterentwicklung der europäischen Sicherheitsvorgaben für bestehende Kernkraftwerke („Safety Reference Levels“) unter Berücksichtigung der Erfahrungen von Fukushima. Ein zusammenfassender Bericht über diese Arbeiten wurde auf einer Konferenz der IAEA präsentiert. Die zweite Gruppe befasste sich mit den Erwartungen an den Sicherheitsnachweis für neue Kernkraftwerke in Konkretisierung der Bestimmungen der EU-Richtlinie für Nukleare Sicherheit i. d. F. von 2014. Der Abschlussbericht der zweiten Gruppe wurde als offizielles Dokument Ende 2019 von der WENRA veröffentlicht.
Das letzte Projekt betraf die Fertigstellung der Blöcke 3 und 4 des Kernkraftwerks Mochovce in der Slowakei. Im Jahre 2008 begann zu diesem Thema ein sogenannter „Safety Dialogue“ – eine Serie von Expertenworkshops zu verschiedenen Fragen – zwischen der Slowakei und Österreich, wobei Hirsch als Projektleiter auf österreichischer Seite tätig war. Dieser Safety Dialogue wurde im Sommer 2022 mit der Veröffentlichung eines zusammenfassenden Endberichtes (Final Summary Report) abgeschlossen.
Er beschäftigte sich auch mit Fragen der nuklearen Entsorgung und in diesem Rahmen insbesondere mit dem „Sachplan geologische Tiefenlager“ der Schweiz sowie mit Fragen der Sicherung von kerntechnischen Anlagen gegen Einwirkungen Dritter.
Seit 2017 ist er in der Genossenschaft Naturenergie Region Hannover eG aktiv.
Im Jahr 2021 arbeitete Helmut Hirsch bei den Scientists for Future mit. Er ist Ko-Autor einer Stellungnahme zum Thema „Kernenergie und Klima“, die im Oktober 2021 veröffentlicht wurde.
Helmut Hirsch veröffentlichte im Laufe seiner beruflichen Tätigkeit zahlreiche Fachstellungnahmen, technische Berichte und Fachartikel.

## Privates
Hirsch ist Hobby-Schriftsteller und veröffentlichte mehrere Erzählungen und Kurzgeschichten. Die 2008 im Exodus-Magazin erschienene Science-Fiction-Geschichte Rückkehr nach Nomori wurde für den Kurd-Laßwitz-Preis 2009 nominiert in der Kategorie „Beste deutschsprachige SF-Erzählung“.
Im August 2021 erschien sein Roman Brennpunkt: Eilvese, ein Thriller rund um die Sonnenenergie. Eine Verfilmung des Romans in Kooperation mit den Amateur-Filmern Axel Schlicker und Matthias Schmedes ist in Arbeit; Hirsch hat dazu das Drehbuch ausgearbeitet. Die Dreharbeiten begannen im Frühjahr 2023.
Ein zweiter Roman rund um das Dorf Eilvese ist im April 2024 im Verlag Edition SOLAR-X erschienen – Die Eilvese-Verschwörung.
Ebenso bei Edition SOLAR-X veröffentlicht wurde ein dritter Dorf-Thriller, Eilvese -- zeitweise (Februar 2025).
Seit 2015 engagiert er sich außerdem ehrenamtlich für die Unterstützung Geflüchteter.
Von Anfang 2023 bis Mitte 2024 war Hirsch Vorlesepate bei der Stadtbibliothek Neustadt am Rübenberge und las einmal im Monat selbst verfasste Geschichten für Kinder von 3 bis 6 Jahren vor. Weiterhin hat er 2024 das Drehbuch für ein Kinder-Hörspiel verfasst und dieses gemeinsam mit der Grundschule Eilvese aufgenommen. Einige Geschichten und das Hörspiel sind auf der Eilvese-Website veröffentlicht.
Er ist mit Antje Brink verheiratet, hat vier Kinder und lebt in Eilvese in der Region Hannover.